# Gianna Maranesi
Gianna Maranesi (Milano, 24 aprile 1926) è un'ex modella italiana, nota per essere stata la seconda vincitrice di Miss Italia nel 1940, quando il concorso ancora si chiamava 5000 lire per un sorriso.

## Biografia
Dopo la vittoria al concorso, Gianna Maranesi, all'epoca commessa in un'argenteria milanese, dovette rifiutare ogni proposta di intraprendere la carriera di attrice, per via dell'opposizione della famiglia.
In seguito, ha abbandonato il suo impiego e ha contratto matrimonio con un imprenditore industriale, dando alla luce due figli. Nel frattempo, ha scelto di stabilirsi a Pisa.
Gianna Maranesi comparve anche sulla copertina della rivista femminile Grazia.